# Partido Democrático (Nicaragua)
Der Artikel ist lückenhaft, nicht völlig wikifiziert, hat keine Struktur und starke sprachliche Mängel, die jedoch ohne inhaltliche Sachkenntnis nicht behoben werden können --Leif Czerny 14:37, 21. Nov. 2011 (CET)
Die Partido Democrático war eine liberale politische Partei in Nicaragua, die von 1821 bis 1893 aktiv war. Sie wurde offiziell gegründet, als das Capitanat Guatemala seine Unabhängigkeit von Spanien erlangte, und hatte ihre Basis in der liberalen Hochburg León (Nicaragua). Die Partei wurde von Kaufleuten organisiert, die sich für Handelsfreiheit einsetzten und gegen die Privilegien ehemaliger Beamter der Krone und des Klerus vorgingen.

## Geschichte
Im Jahr 1840 wurde Patricio Rivas zum Supremo Director, dem Staatschef von Nicaragua, gewählt. Unter der Führung von Francisco Castellón Sanabria und General Máximo Jerez Tellería führte die Partido Democrático im Mai 1854 einen Aufstand gegen die Verlegung des Regierungssitzes von León nach Granada durch Fruto Chamorro Pérez. Im Oktober 1854 unterzeichneten Francisco Castellón Sanabria und der US-Militärdienstleister Byron Cole einen Vertrag. Dieser Vertrag legte die Auslieferung von 300 Männern fest, die im Juni 1855 von William Walker angeführt worden waren. Die Partido Democrático war auch in die politischen Auseinandersetzungen mit William Walker verwickelt. Nach der ersten Schlacht in Rivas am 29. Juni 1855 nutzte Walker den Vertrag als Rechtsgrundlage, um sich von seinen Mitstreitern zum Präsidenten von Nicaragua wählen zu lassen.
Am 24. Juli 1893 wurde die Partido Democrático mit der Machtergreifung von José Santos Zelaya in Partido Liberal umbenannt. Die Partei hatte einen bedeutenden Einfluss auf die politische Landschaft Nicaraguas während ihres Bestehens und prägte die frühe Unabhängigkeitszeit des Landes.

## Persönlichkeiten
- Bernabé Somoza
- José María Vallé (alias El Chelón)
- Patricio Rivas
- Francisco Castellón Sanabria
- Máximo Jerez Tellería
- William Walker